# NXT UK TakeOver: Blackpool II
NXT UK TakeOver: Blackpool II – gala wrestlingu wyprodukowana przez federację WWE dla zawodników z brandu NXT UK. Odbyła się 12 stycznia 2020 w Empress Ballroom w Blackpool w Anglii. Emisja była przeprowadzana ekskluzywnie na żywo za pośrednictwem WWE Network. Była to trzecia gala w chronologii cyklu NXT UK TakeOver.
Podczas gali odbyło się siedem walk, w tym dwie nagrane dla oddzielnego odcinka NXT UK. W walce wieczoru, Walter pokonał Joego Coffeya poprzez submission i obronił WWE United Kingdom Championship. Gallus (Mark Coffey i Wolfgang) (c) pokonali Imperium (Fabiana Aichnera i Marcela Barthela), Grizzled Young Veterans (Zacka Gibsona i Jamesa Drake’a) oraz Marka Andrewsa i Flasha Morgana Webstera w Fatal 4-Way Tag Team Ladder matchu broniąc NXT UK Tag Team Championship oraz Kay Lee Ray obroniła NXT UK Women’s Championship pokonując Toni Storm i Piper Niven w Triple Threat matchu.

## Produkcja
NXT UK TakeOver: Blackpool II oferowało walki profesjonalnego wrestlingu z udziałem różnych wrestlerów należących do brandu NXT UK spośród istniejących oskryptowanych rywalizacji i storyline’ów. Kreowane są podczas cotygodniowych gal NXT UK. Wrestlerzy są przedstawieni jako heele (negatywni, źli zawodnicy i najczęściej wrogowie publiki) i face’owie (pozytywni, dobrzy i najczęściej ulubieńcy publiki), którzy rywalizują pomiędzy sobą w seriach walk mających budować napięcie. Kulminacją rywalizacji jest walka wrestlerska lub ich seria.

### Rywalizacje
7 listopada na odcinku NXT UK walka Marka Andrewsa i Flasha Morgana Webstera zakończyła się bez rezultatu po interwencji Gallus i Imperium. Na odcinku z 12 grudnia walka Gallus o tytuł przeciwko Marcelowi Barthelowi i Fabianowi Aichnerowi z Imperium zakończyła się bez rezultatu po brawlu Marka Andrewsa, Flasha Morgana Webstera i Grizzled Young Veterans. Następnie Johnny Saint i Sid Scala ogłosili, że Gallus będzie broniło tytuły przeciwko Markowi Andrewsowi i Flashowi Morganowi Websterowi, Grizzled Young Veterans i Imperium na TakeOver: Blackpool II w Ladder matchu.
28 listopada na odcinku NXT UK, po walce Piper Niven z Jinny, Toni Storm powróciła i zaatakowała Kay Lee Ray. Następnie na odcinku z 5 grudnia, po walce Toni Storm z Kay Lee Ray, Ray zaatakowała Storm i Niven wyszła i chciała pomóc Storm, ale Storm powiedziała, że nie potrzebuje pomocy Niven. Na odcinku z 12 grudnia, po walce Kay Lee Ray z Isla Dawn, Ray chwyciła mikrofon i zaczęła gadać o Storm i Niven tylko po to, by wyszli, a Ray zaatakowała obie zawodniczki. Kiedy Ray odchodziła, Sid Scala ogłosił, że Ray będzie bronić swojego tytułu przeciwko Storm i Niven w Triple Threat matchu na TakeOver: Blackpool II.

## Wyniki walk
| Nr                                                                                        | Wyniki | Stypulacje                                                       | Czas  |
| ----------------------------------------------------------------------------------------- | --- | ---------------------------------------------------------------- | ----- |
| 1UK                                                                                       | Joseph Conners pokonał A-Kida | Singles match                                                    | 10:17 |
| 2UK                                                                                       | Dave Mastiff pokonał Kassiusa Ohno | Singles match                                                    | 6:49  |
| 3                                                                                         | Eddie Dennis pokonał Trenta Sevena | Singles match                                                    | 8:20  |
| 4                                                                                         | Kay Lee Ray (c) pokonała Toni Storm i Piper Niven | Triple Threat match o NXT UK Women’s Championship                | 22:30 |
| 5                                                                                         | Tyler Bate pokonał Jordana Devlina | Singles match                                                    | 25:00 |
| 6                                                                                         | Gallus (Mark Coffey i Wolfgang) (c) pokonali Imperium (Fabiana Aichnera i Marcela Barthela), Grizzled Young Veterans (Zacka Gibsona i Jamesa Drake’a) oraz Marka Andrewsa i Flasha Morgana Webstera | Fatal 4-Way Tag Team Ladder match o NXT UK Tag Team Championship | 25:00 |
| 7                                                                                         | Walter (c) pokonał Joego Coffeya poprzez submission | Singles match o WWE United Kingdom Championship                  | 27:35 |
| (c) – mistrz/mistrzyni przed walkąUK – walka była nagrywana do oddzielnego odcinka NXT UK | |                                                                  |       |